# 安哥拉經濟
安哥拉經濟為世界成長最快速的經濟體之一，但在1975年至2002年的安哥拉內戰破壞後，現今仍在重建中，雖然有大量的石油及天然氣資源、鑽石、水力蘊藏及耕地，但安哥拉依然貧困，有三分之一的人口以農業維生。於2002年，在27年的內戰結束後，開始修復基礎建設、政治及社會機構。近年來，因國際油價上漲及產油量增加，使安哥拉經濟成長迅速，但由於貪腐、國營事業管理不當，尤其是石油產業最為嚴重，而此產業佔了安哥拉國內生產總額的50%，90%的出口總額及80%的政府收入。

## 歷史

### 1990年代
聯合國安哥拉驗證任務III及聯合國安哥拉觀察團花費15億美元監督路沙卡協定的執行，但此1994年簽定的和平協定最後未能結束內戰，協定內容規定安哥拉徹底獨立全國聯盟禁止購買外國武器，由於聯合國無徹底執行規定，雙方仍持續加強軍備。安哥拉徹底獨立全國聯盟在1996年至1997年仍由秘密管道從阿爾巴尼亞、保加利亞、扎伊尔、南非、剛果、尚比亞、多哥及布吉納法索購買武器。
1997年10月，聯合國對安哥拉徹底獨立全國聯盟領導人限制出境，但至1998年7月限制安哥拉徹底獨立全國聯盟鑽石出口及凍結安哥拉徹底獨立全國聯盟帳戶，美國於1986年至1991年間供給安哥拉徹底獨立全國聯盟2.5億美元，然安哥拉徹底獨立全國聯盟藉由出口鑽石至薩伊並轉運至歐洲賺進17.2億美元。於同一時期，安哥拉政府由白俄羅斯、巴西、保加利亞、中國及南非獲得大量武器。雖然內戰於1998年衝突再度升高，但於1999年經濟成長率估計達4%，於該年發行新貨幣單位，包括1及5寬扎紙幣。

### 2000年代
經濟改革始於1998年，於2000年時，安哥拉的人類發展指數在174個國家中排名160，2000年4月，安哥拉開始進行國際貨幣基金組織的人員監督計劃(Staff-Monitored Program)，此計劃於2001年6月失效，但國際貨幣基金組織仍持續執行，此計劃使安哥拉統一匯率，提升燃料、電力及用水的稅率，另外，商業、通訊及外國投資法規皆有修訂，使法規更現代化。世界銀行協助私有化，建立了BCI銀行，然而，先前的管理不當及貪腐依舊存在。
內戰到2001年時，計有380萬人因此流離失所，約為32%的安哥拉人口，2002年的和平協議使400萬人重新安置，農產產量也隨之提升。
安哥拉鑽石產量於2003年超過300萬克拉，至2007年更預期能突破1000萬克拉。
2004年，中國進出口銀行同意給予安哥拉20億美元貸款以重建基礎建設。
2005年經濟成長率為18%，2006年則達26%，於往後十年可望維持10%的經際成長。
卡賓達灣石油公司於2007年8月9日發現位於14區的Malange-1油田。

## 概要

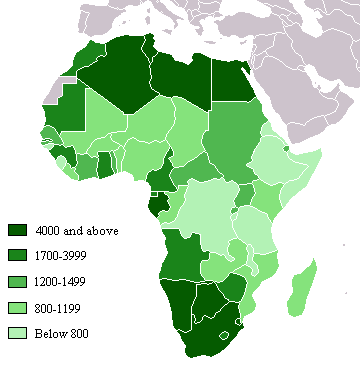
非洲人均國內生產總值圖示，北部及南部國家較富裕，東部則較貧窮(資料來源:世界銀行，年份2002年，已轉為美元計算)

雖然有大量的天然資源，但人均所得仍然為世界最低之一，有85%的人口以農業賴以維生，石油產業則為經濟的重心，佔45%的國內生產總額及90%的出口總值，快速的經濟成長完全因上漲的油價及每天超過140萬桶的產能，石油生產控制權由Sonangol集團所壟斷，此集團則為安哥拉政府所有，隨著從石油大量的收入，政府開始執行道路、基礎建設的建造計劃。

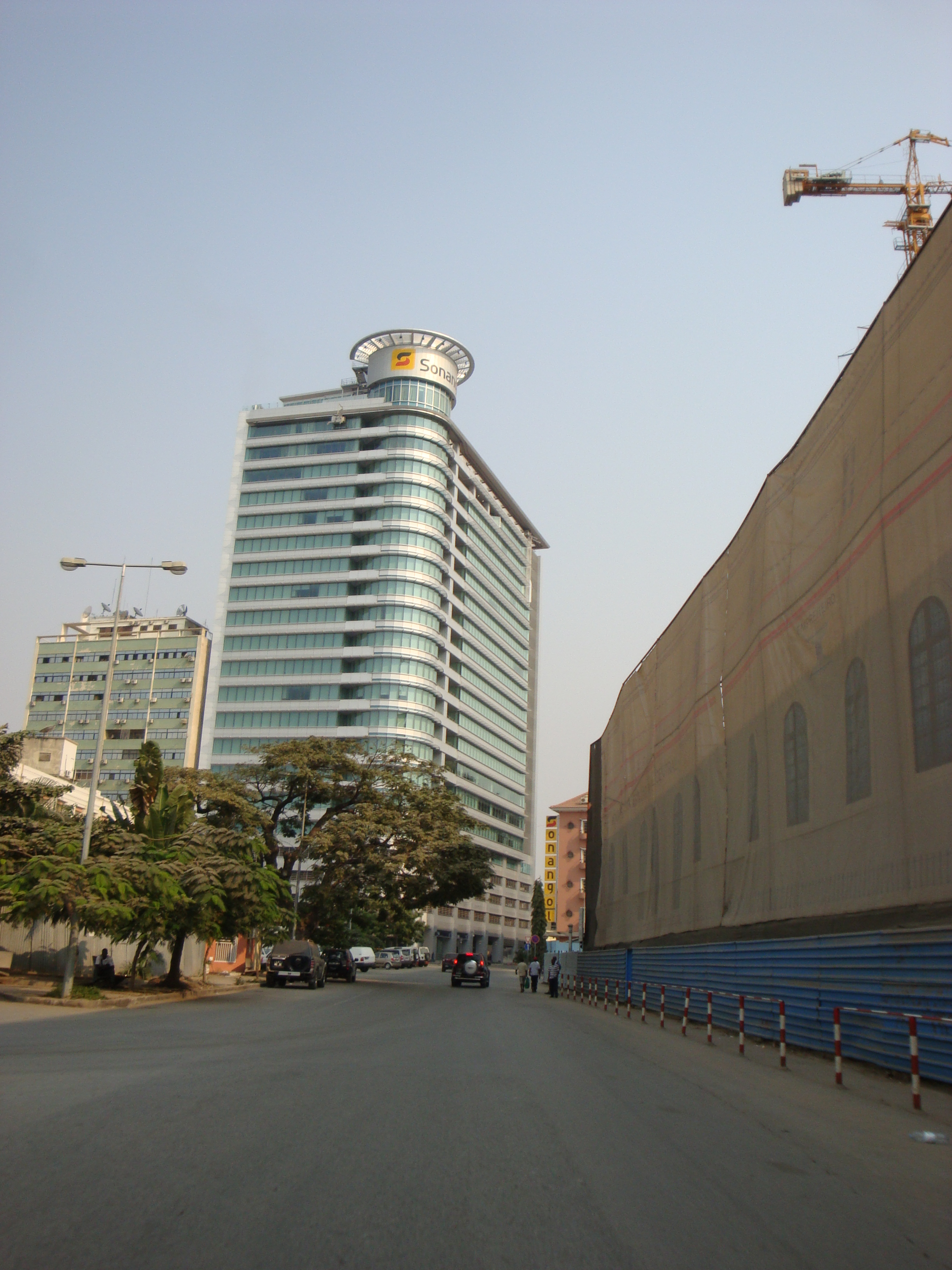
位於羅安達的Sonangol集團

在殖民時期的最後10年，安哥拉為非洲主要糧食出口國之一，然現今幾乎所有糧食卻須依賴進口，由於戰爭局勢，鄉村地區埋設許多地雷，使得農業活動近乎停滯。部分重建計劃已執行，然而，在漁業最為顯著。於1975年之前，咖啡生產足以供國內使用，並能外銷，由於內戰，現已荒廢。鑽石則為Jonas Savimbi的UNITA藉由非法交易取得收入。其他資源如金礦、漁業、鐵礦、咖啡及水果等皆有待開發。

## 國際貿易

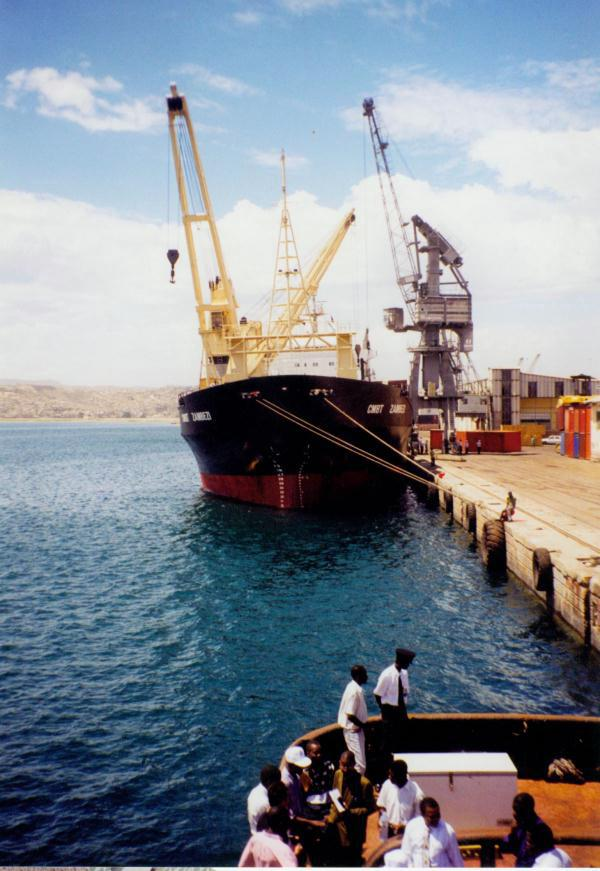
洛比托港

於2004年，安哥拉出口總值約105億美元，其中石油佔了92%，鑽石則佔7.5%。於2006年，安哥拉平均每天出口52萬6千桶石油至美國，47萬7千桶至中國，於2008年第一季，安哥拉成為中國原油主要出口國，其他石油則運至歐洲及拉丁美洲。美國企業投資超過了安哥拉投資總額的一半，以Chevron-Texaco企業為主要。美國主要出口工業產品、油田設備、採礦設備、化學品、飛機及糧食至安哥拉。2007年時，安哥拉與南非間的貿易額超過3億美元。

## 資源

### 石油
安哥拉於2000年代石油產能超越奈及利亞，成為南非洲第一大產油國。安哥拉於2007年1月加入石油輸出國組織，隨著近海油田的開發，2010年的產能可望較2006年倍增。於2004年，石油貿易創造了17.1億美元的稅收，約為政府預算的80%，較2003年成長5%，佔國內生產總值的45%。
雪佛龍於安哥拉每日可獲得40萬桶石油，約為安哥拉總產量的27%，另外，德士古、艾克森美孚、阿吉普、巴西石油股份及英國石油也於安哥拉生產石油。
| 安哥拉石油產能 | 安哥拉石油產能 | 安哥拉石油產能 |
| 年份           | 千桶每天       |                |
| -------------- | -------------- | -------------- |
| 1974年         | 172            |                |
| 1991年         | 490            |                |
| 1995年         | 635            |                |
| 2001年         | 800            |                |
| 2006年         | 1460           |                |

### 鑽石
安哥拉為非洲第3大鑽石生產國，且僅開發40%的鑽石礦區，但因貪腐、人權問題及鑽石走私，很難吸引外資投資。鑽石產量於2006年成長30%，安哥拉國家鑽石公司Endiama預期2007年時可再成長8%，年產量達1000萬克拉。
由於鑽石走私貿易，安哥拉政府每年約損失3.75億美元，政府於2003年施行光明操作計劃(Operation Brilliant)，在2003年至2006年間逮捕了25萬名走私者。

### 鐵礦
在葡萄牙的政策下，安哥拉於1957年開始開採鐵礦，1967年產120萬噸，1971年增加至620萬噸，在1970年代前期，葡屬安哥拉70%的鐵礦銷往西歐及日本。於1975年獨立後，安哥拉內戰(1975年-2002年)破壞了大部分採礦設施，採礦工業於2000年代開始重建。

## 延伸閱讀
- McCormick, Shawn H. The Angolan Economy: Prospects for Growth in a Postwar Environment, 1994.
- OECD, International Energy Agency. Angola: Towards an Energy Strategy, 2006.

## 外部連結
- 中的“安哥拉經濟”
- MBendi overview of Angola